# Kópavogskirkja
Kópavogskirkja – kościół w islandzkim mieście Kópavogur. Znajduje się na wzgórzu Borgarhóll w zachodniej części miasta. Prowadzi do niego ulica Hamraborg.
Prace budowlane rozpoczęły się w 1958 r. Świątynię otwarto 16 grudnia 1963 r.
Kópavogskirkja jest kościołem o układzie centralnym. Powstał według projektu Hörðura Bjarnasona i Ragnara Emilssona na planie krzyża greckiego, którego ramiona mają formę nachodzących na siebie łuków. Zaprojektowane przez Gerður Helgadóttir witraże tworzą interesującą grę świateł. Architektura budynku reprezentuje styl modernistyczny.
Dominującą nad miastem sylwetka kościoła stała się symbolem Kópavogur. Jej wizerunek znalazł się w górnej części herbu miejskiego.

## Galeria

Kópavogskirkja
front, 2007
kościół i dzwonnica (z lewej), 2008
na tle okolicy
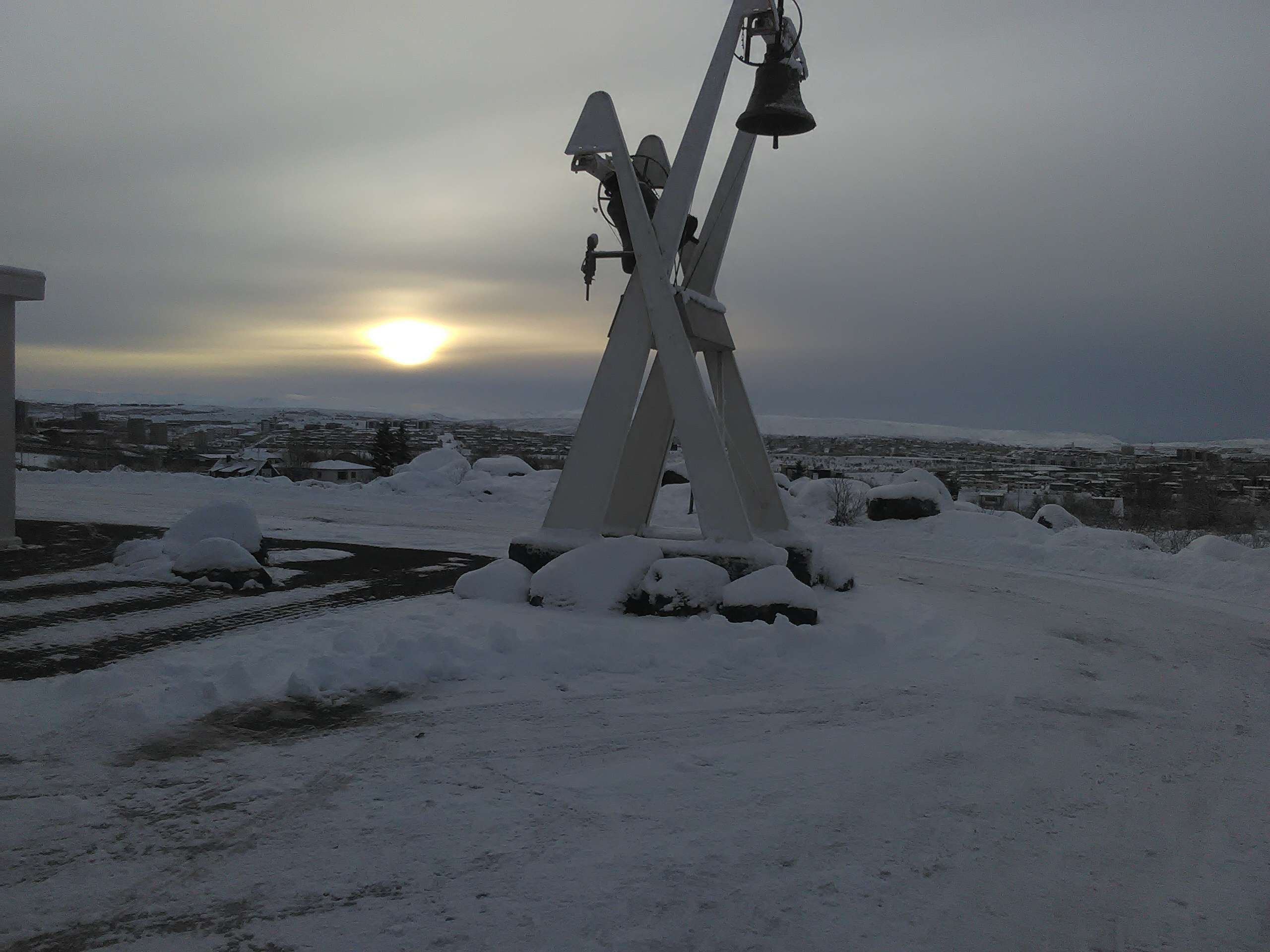
dzwonnica